# Morti nel 1396
| Questa pagina contiene informazioni ricavate automaticamente dalle voci biografiche con l'ausilio del template Bio e di un bot. L'aggiornamento è periodico e automatico e ricostruisce completamente la pagina. Se manca una persona in questa lista, sei pregato di non aggiungerla, ma accertati piuttosto che la sua voce biografica contenga il template Bio e che i dati anagrafici siano correttamente compilati. Se il template Bio manca, inseriscilo tu stesso o, in alternativa, metti l'avviso {{tmp\|Bio}} che ne segnala la mancanza. Se i dati riportati sono sbagliati, correggi direttamente la voce biografica; le modifiche saranno visibili in questa lista entro pochi giorni. Per chiarimenti vedi il progetto biografie. La lista contiene solo le 25 persone che sono citate nell'enciclopedia e per le quali è stato implementato correttamente il template Bio. Pagina aggiornata al 2 giu 2025. |

- 4 febbraio - Agnese di Navarra, principessa (n. 1334)
- 1º marzo - Giovanni di Görlitz, nobile ceco (n. 1370)
- 16 aprile - Bartolomeo Uliari, cardinale e vescovo cattolico italiano
- 20 aprile - Hermann von Höxter, docente tedesco
- 24 aprile - Stefano Palosti de Verayneris, cardinale italiano
- 26 aprile - Stefano di Perm', missionario e vescovo ortodosso russo (n. 1340)
- 19 maggio - Giovanni I d'Aragona, re (n. 1350)
- 24 maggio - Matteo da Campione, scultore italiano (n. 1335)
- 30 maggio - Jaume de Prades i de Foix, vescovo spagnolo (n. 1341)
- 29 luglio - Bartolomeo Mezzavacca, cardinale e vescovo cattolico italiano
- 31 luglio - William Courtenay, arcivescovo cattolico inglese (n. 1342)
- 25 settembre - Jean de Vienne, cavaliere medievale, ammiraglio e generale francese (n. 1341)
- 25 settembre - Jean de Carrouges, cavaliere medievale francese (n. 1330)
- 8 ottobre - Brandolino III Brandolini, condottiero italiano
- 11 ottobre - Andrea da Faenza, architetto, religioso e presbitero italiano (n. 1319)
- 15 ottobre - Agnolo Gaddi, pittore italiano
- 4 novembre - Bertrando Rossi juniore, nobile e diplomatico italiano (n. 1336)
- 9 dicembre - Tommaso Ammanati, cardinale e vescovo cattolico italiano
- 10 dicembre - Elena Cantacuzena, imperatrice bizantina (n. 1333)
- Maddalena Buonsignori, giurista italiana
- Federico II di Saluzzo, marchese italiano (n. 1332)
- Juan Fernández de Heredia, ammiraglio, generale e scrittore spagnolo (n. 1310)
- Giovanni dalle Celle, abate italiano (n. 1310)
- Ostasio II da Polenta, condottiero italiano
- Teodora Hatun, principessa bizantina (n. 1330)